# Gymnodinium
A Gymnodinium a páncélos ostorosok (Dinoflagellata) Gymnodiniaceae kládjának édesvízi planktonban gyakori nemzetsége. A kevés csupasz – cellulózpáncél nélküli – Dinoflagellata-nemzetség egyike. 2000-től több, korábban a Gymnodiniumba sorolt fajt áthelyeztek új nemzetségekbe apikális mélyedésük és részleges LSU rDNS-szekvenciaadatok alapján. Az Amphidinium meghatározása később módosult. A vörös páncélos ostorosok közé sorolják, melyek nagy koncentrációban vörös dagályokat okozhatnak. Egyes Gymnodinium-fajok – például a Gymnodinium catenatum – a tengeri élőlényeket és az embert is mérgezhetik, például paralitikus kagylómérgezést okozva.

## Történet
A GBTX lehetséges hatásmechanizmusát már az 1970-es évektől kutatni kezdték – például Grunfeld és Spiegelstein 1974-ben írt az ileum simaizomzatára gyakorolt spazmogén hatásáról, és lehetséges kolinergként írták le. Újabb hatásmechanizmust írt le 1980 júliusában Patricia Shinnick-Gallagher. Kimutatta, hogy hatása a kisvéglemezpotenciál-frekvenciára a tetrodotoxinnal ellentétes, és a tetrodotoxin repolarizálja a GBTX által depolarizált membránt. Kimutatta, hogy az acetilkolin-receptorok okozta depolarizációt és a nyugalmi membránpotenciált egyaránt csökkenti a nátriumpermeabilitás növekedésével.
Hoppenrath et al. 2009-ben kimutatták, hogy a Warnowiaceae és a Polykrikaceae a Gymnodinium sensu stricto tagjai, de nem igazolták, hogy e két csoport testvércsoport.

### Korábbi fajok
A Torodinium (a Torodinium robustummal és a Torodinium teredo típusfajjal) mindkét faja a Gymnodinium teredo része volt 1921-ig.

### Korábbi fajokból létrehozott nemzetségek
- Gymnodinium sensu stricto
- Akashiwo
- Amphidinium
- Gyrodinium
- Karenia
- Karlodinium
- Katodinium
- Tarodinium[13]

## Filogenetika
18S és 28S rDNS alapján számos korábban családként besorolt klád, például a Warnowiaceae és a Polykrikaceae is tagja.
A 2012-ben ismert 268 élő fajból 103-at addig nem figyeltek meg az első leírás után, ekkor több fajnak homonímia miatt új nevet adtak: például a Gymnodinium translucens és a Gymnodinium autumnale 2, a Gymnodinium irregulare és a Gymnodinium frigidum 3 faj homonimája volt, ezért ezeket Thessen, Patterson és Murray ekkor a később homonimaként leírt fajokat átnevezték.

## Morfológia
Legtöbb faja rendelkezik kloroplasztiszokkal, de egyes Polykrikaceae-fajok elvesztették. Egysejtű és álkolóniás fajai egyaránt vannak, ez utóbbiak páros számú zooidból állhatnak, és 2 vagy több magjuk lehet.
A Polykrikaceae és a Warnowiaceae összetett sejtszerkezetűek: a nematociszta-teniociszta komplexből álló extruszóma előbbi, a több mitokondriumból és legalább 1 plasztiszból álló szemfolt (ocelloid) utóbbi jellemzője.
Apikális komplexe az óramutató járásával ellentétes irányú, és hurok alakú.

## Élőhely
Édes- és tengervízben egyaránt megtalálható.

## Életmód
Legtöbb faja planktonikus, de a Polykrikaceae rendelkezik bentikus fajokkal is.

## Ökológia
Parazitái például Syndiniales-fajok. Ezek irányíthatják virágzását partközeli területeken. A Gymnodinium eucyaneum plasztiszát Cryptophyta-fajból nyerő kleptoplasztikus faj.
Legtöbb faja B1- és B12-vitamin-auxotróf.
Több faja is képes dimetilszulfoniopropionát (DMSP) előállítására. Ez lehetővé teszi számukra a korlátozott kénmennyiség hatékony felhasználását, és ozmolitként és krioprotekcióra egyaránt használják. A Gymnodinium baikalense DMSP-termelése a tengeri fajokéhoz hasonló mértékű.

## Életciklus
Életciklusa során a többi Dinophyceae-fajhoz hasonlóan mindig rendelkezik dinokarionnal.
A Polykrikos hartmanii képes homo- és heterotallikus ivaros szaporodásra is.

## Azonosítás
Elsősorban genetikai szekvenciák (például 28S rRNS) és toxinok vizsgálatával különböztethetők meg fajai.

## Toxinok
Toxintermelő fajokat tartalmazó nemzetség. A Gymnodinium breve-toxin emlős-neuromuszkuláriskapcsolatra gyakorolt hatása lehetséges mechanizmusát már 1980-ban leírta P. Shinnick-Gallagher. Kimutatta, hogy kis nátriumion-koncentrációjú oldat megakadályozza vagy visszafordítja a GBTX-indukált depolarizációt, és leírta, hogy a GBTX hatása a tetrodotoxinnal ellentétes. Ez a GBTX-mérgezés ellenszerei fejlesztésében használható. A GBTX macskákban nem tachifilaktikus reflexválasztriádot okozhat az arteriális baro- és kemoreceptor-beidegzéstől függetlenül. Ezenkívül okozhat apneusztikus vagy szabálytalan légzést, cardiovascularis hiperaktivitást, és kissé befolyásolhatja a medulla oblongata aktiválhatóságát.

## Fordítás
Ez a szócikk részben vagy egészben  a   Gymnodinium című angol Wikipédia-szócikk ezen változatának fordításán alapul.  Az eredeti cikk szerkesztőit annak laptörténete sorolja fel. Ez a jelzés csupán a megfogalmazás eredetét és a szerzői jogokat jelzi, nem szolgál a cikkben szereplő információk forrásmegjelöléseként.